# 紛争の戦略
『紛争の戦略』(The strategy of conflict)とは1963年に経済学者トーマス・シェリングにより発表された軍事戦略理論の研究である。

## 概要
シェリングは1921年にカリフォルニア州で生まれ、カリフォルニア大学を卒業後にハーバード大学で経済学の博士号を取得した。彼はゲーム理論に基づいた国際政治や国際経済、戦略に関する紛争と協調の研究から2005年にノーベル経済学賞を受賞している。本書はシェリングによって体系化された戦略的行動と交渉の理論的研究であり、当時のゲーム理論の研究だけでなく戦略研究の動向にも影響を及ぼした。この著作は第1部戦略理論の要素、第2部ゲーム理論の再構築、第3部ランダムな要素をともなった戦略、第4部奇襲攻撃:相互不信の研究から構成されている。
シェリングは紛争という事態が本質的には交渉過程として捉え、ある紛争当事者の行動は他の当事者の行動に相互に影響し合うゲームとして考えた。そして一方が得をすると他方が損をするというゼロサムゲーム的な交渉の性質に着目しながら、原理的に利害が衝突している交渉であっても合意に到達することが戦略的に可能であるという逆説を分析している。シェリングが採っている分析のアプローチは交渉を構成している約束、契約、制度、すなわちコミットメントを解明する方法である。コミットメントを解明することによって交渉をめぐる各主体の利害、合意や決裂の可能性を明らかにすることを狙っている。例えば抑止について考える場合に一方の交渉主体は自らが被害をうけた際に報復するという誘因を相手に伝達するが、この伝達によってコミットメントは交渉相手にとって判断の前提となる交渉結果を認識させる装置として機能しているのである。
この著作の中でもフォーカルポイントの概念はゲーム理論にとって画期的な研究成果のひとつである。シェリングは限定戦争で戦争を制限する条件である相互承認や黙認を分析した。このような条件の下での戦争の形態とは理論的には暗黙の交渉過程として理解することができると論じている。ここでシェリングは明示的な交渉や明示的なコミットメントが存在しない交渉においてどのように合意は形成されるのかを説明している。このような暗黙の交渉においては相互に自分の意図や予測を相手のそれと適合させようとする。彼の言葉によれば、これは「論理というよりも想像力に依存している」行動の原理が存在することを示している。このように自分の予測を相手がどのように予測する手がかりがフォーカルポイントである。

## 文献情報
- The Strategy of Conflict, Oxford University Press, 1963.
  - 河野勝監訳『紛争の戦略　ゲーム理論のエッセンス』勁草書房、2008年。